# Deadhead

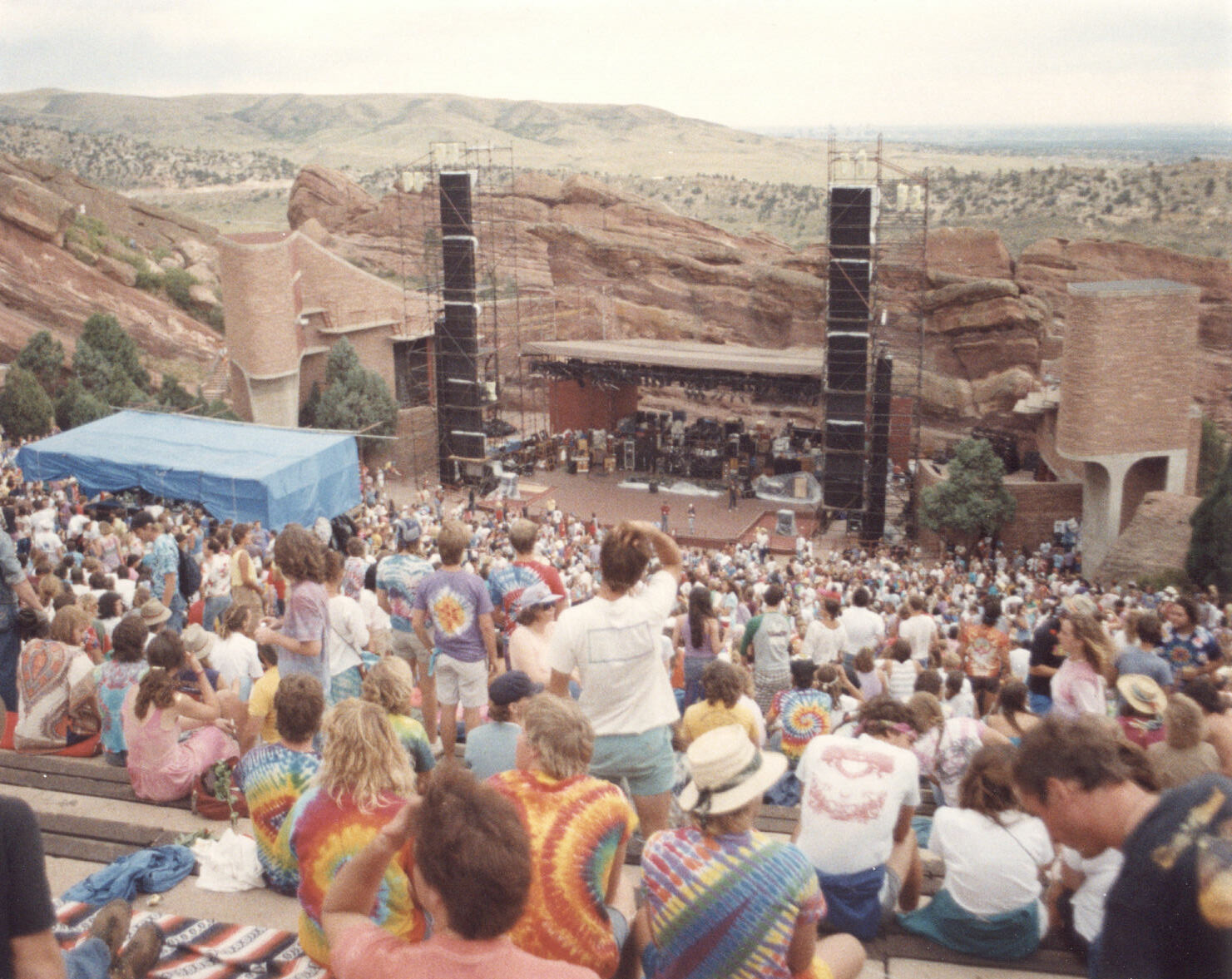

Deadhead ou Dead Head est le nom donné aux fans du groupe rock Grateful Dead.
Avant même d'avoir enregistré leur premier album, Grateful Dead avait déjà des fans inconditionnels. Le groupe les avait conquis lors des concerts gratuits réalisés en 1965. À la fin des années 1960, ils devinrent plus nombreux et ils commencèrent à suivre le groupe lors de ses tournées. Les Deadheads développèrent leur propre sous-culture et leur propre argot.
Ce phénomène fut décrit pour la première fois dans Village Voice par le critique musical Robert Christgau en 1971.
Ce terme apparut la première fois sur la couverture de l'album Grateful Dead sorti en 1971 et sur lequel il est écrit :

Eileen Law, un ami de longue date du groupe, fut le responsable de l'édition du bulletin Dead Heads ainsi que de la gestion de la liste d'expédition. On estime qu'à la fin de 1971, le groupe avait reçu environ 350 lettres, mais ce nombre augmenta considérablement au cours des années. 25 bulletins furent édités entre octobre 1971 et février 1980. Après cette date, l'almanach Grateful Dead le remplaça pour être à son tour abandonné en faveur du site Dead.net.
La fidélité des Deadheads s'est souvent reportée sur les groupes issus de Grateful Dead qui sont apparus après sa disparition en 1995 à la suite de la mort de Jerry Garcia.

## Les Deadhead célèbres
- Steve Jobs
- Tony Blair – jouait dans un groupe d'étudiants nommé Mars Hotel[8].
- Joseph Campbell – considère les Deadheads comme « la tribu la plus récente du monde. »[8],[5]
- Pete Carroll[9] le célèbre entraîneur de football américain.
- Bill Clinton[8],[10]
- Owen Chamberlain – a déclamé que Rhythm Devils lui ont donné « des idées intéressantes. »[8]
- Ann Coulter[11]
- Al Gore et Tipper Gore[8],[12],[13]
- Keith Haring[8]
- Phil Jackson[8],[13]
- Patrick Leahy[8]
- Mike Lookinland[14], acteur américain.
- Carl et Larry Page[15]
- Patrick Volkerding, créateur de Slackware, la plus ancienne distribution de Linux.
- Bill Walton[8],[13] – a fréquemment inclus des références aux Dead lors de ses interviews.
- Al Franken[13]
- Will Arnett
- Alex Allan chef du Joint Intelligence Committee britannique[16].
- Tucker Carlson[17]